# Nuoto di fondo ai Campionati africani di nuoto 2016
Le gare di nuoto di fondo ai Campionati africani di nuoto 2016 si disputarono nell'ottobre 2016 in Sudafrica.

## Podi

### Uomini
| Evento          | Oro            | Tempo      | Argento         | Tempo      | Bronzo       | Tempo      |
| --------------- | -------------- | ---------- | --------------- | ---------- | ------------ | ---------- |
| 5 km (dettagli) | Youssef Hossam | 1:00:09.36 | Marwan Elamrawy | 1:00:20.34 | Danie Marais | 1:00:22.11 |

### Donne
| Evento          | Oro            | Tempo      | Argento                 | Tempo      | Bronzo         | Tempo      |
| --------------- | -------------- | ---------- | ----------------------- | ---------- | -------------- | ---------- |
| 5 km (dettagli) | Michelle Weber | 1:12:13.26 | Souad Nefissa Cherouati | 1:12:13.62 | Carmen le Roux | 1:12:16.37 |

## Medagliere
La nazione ospitante è evidenziata
| Posizione | Paese     | Oro | Argento | Bronzo | Totale |
| --------- | --------- | --- | ------- | ------ | ------ |
| 1         | Egitto    | 1   | 1       | 0      | 2      |
| 2         | Sudafrica | 1   | 0       | 2      | 3      |
| 3         | Algeria   | 0   | 1       | 0      | 0      |
| Totale    | Totale    | 2   | 2       | 2      | 6      |